# Constant
Constant Anton Nieuwenhuys, kaldet Constant (født 21. juli 1920 i Amsterdam, død 1. august 2005 i Utrecht), var en hollandsk kunstmaler og skulptør.

## Liv og kunstnerisk produktion
Efter sine studier ved en kunsthåndværkerskole og ved Rigsakademiet for Billedkunst i Amsterdam, boede Constant fra 1946 i Paris og London. In Paris traf han Asger Jorn, som sammen med Constant, Karel Appel m.fl. dannede COBRA-gruppen i 1948. Samme år grundlagde Constant sammen med Karel Appel og Jan Nieuwenhuys gruppen Nederlands Experimentele Groep. Fra 1957 til 1959 var han medlem af Situationisterne. Under indflydelse heraf beskæftigede han sig med arkitektur og udviklede i årene 1959 til 1969 det utopiske byprojekt New Babylon. Den hollandske arkitekt Rem Koolhaas kaldte Constant en af sine største inspirationskilder.
I 1959 deltog Constant i documenta II udstillingen i Kassel, og ligeledes deltog han i den følgende documenta III i 1964. Constant repræsenterede i 1966 Nederlandene ved Biennalen i Venedig.

## Eksterne links
- Værker og teoretiske tekster (engl.)
- Constant & New Babylon (engl.) Arkiveret 27. september 2011 hos  Wayback Machine

1. ↑  Navnet er anført på engelsk og stammer fra Wikidata hvor navnet endnu ikke findes på dansk.